# Komsomolskaja (stacja metra na linii Sokolniczeskaja)
Komsomolskaja (ros. Комсомольская) – stacja moskiewskiego metra na linii Sokolniczeskiej. Zaprojektowana przez D. Czeczulina i A. Tarchowa, jest stacją płytko położoną ze sklepieniem opartym na kolumnach. Otwarta wraz z pierwszą nitką moskiewskiego metra 15 maja 1935.